# Archcraft
Archcraft es una distribución Linux minima de la India, basada en Arch Linux, para la arquitectura x86-64, con un sistema de liberación continua (rolling release) de forma trimestral.
La distribución ofrece una interfaz gráfica de usuario que utiliza gestores de ventanas en lugar de entornos de escritorio, ya que se cuenta con Openbox (como gestor de ventanas de apilamiento/flotante) y bspwm como gestor de ventanas en mosaico (Tiling Window Manager). No obstante, existe también la posibilidad de tener múltiples compositores de Wayland preconfigurados (Sway, Wayfire, River, Hyprland y NEWM).
Archcraft se instala utilizando los instaladores Calamares o ABIF, e incluye el gestor de paquetes YAY para facilitar la obtención de software del Arch User Repository (AUR).

## Características
Archcraft posee las siguientes características:
- Pacman como gestor de paquetes.
- Compatibilidad con BIOS y UEFI.
- Posee el instalador Calamares
- Es un LiveCD ISO/USB.
- Es Rolling release, similar a Archlinux.
- Posee soporte de AUR mediante YAY.
- Posee Plymouth configurado.
- Posee instalado GRUB 2 como Cargador de arranque.
- Ofrece múltiples gestores de ventanas preconfigurados (openbox, bspwm, i3wm) para diversos estilos.
- Posee múltiples utilidades de entorno ya personalizadas (Tint2, Polybar,[12] Rofi,[13] Dunst) para diversos estilos.
- Tiene la posibilidad de tener múltiples compositores de Wayland preconfigurados (Sway, Wayfire, River, Hyprland y NEWM)

## Lanzamientos
Desde el año 2020 al presente, Archcraft tiene los siguientes lanzamientos:
| Versión           | Fecha      |
| ----------------- | ---------- |
| Archcraft_07_2020 | 26/07/2020 |
| Archcraft_08_2020 | 19/08/2020 |
| Archcraft_09_2020 | 31/08/2020 |
| Archcraft_10_2020 | 02/10/2020 |
| Archcraft_01_2021 | 31/12/2020 |
| Archcraft_04_2021 | 11/04/2021 |
| Archcraft_05_2021 | 26/05/2021 |
| v21.06            | 09/06/2021 |
| v21.09            | 24/09/2021 |
| v21.10            | 04/10/2021 |
| v22.02            | 03/02/2022 |
| v22.04            | 08/04/2022 |
| v22.06            | 08/06/2022 |
| v22.07            | 18/07/2022 |
| v22.09            | 17/09/2022 |
| v23.01            | 31/12/2022 |
| v23.01.20         | 20/01/2023 |
| v23.04            | 02/04/2023 |
| v23.04.17         | 17/04/2023 |
| v23.05            | 01/05/2023 |
| v23.07            | 05/07/2023 |
| v2024.04.06       | 7/04/2024  |

## Versiones Premium/Prime
En la página web de Archcraft existe una sección llamada Premium con versiones de pago. Esta versión de Archcraft ofrece Openbox, Bspwm e i3wm, así como todos los compositores exclusivos de Wayland Sway, Wayfire, River, Hyprland y NEWM preinstalados y preconfigurados en un único ISO.

## Galería

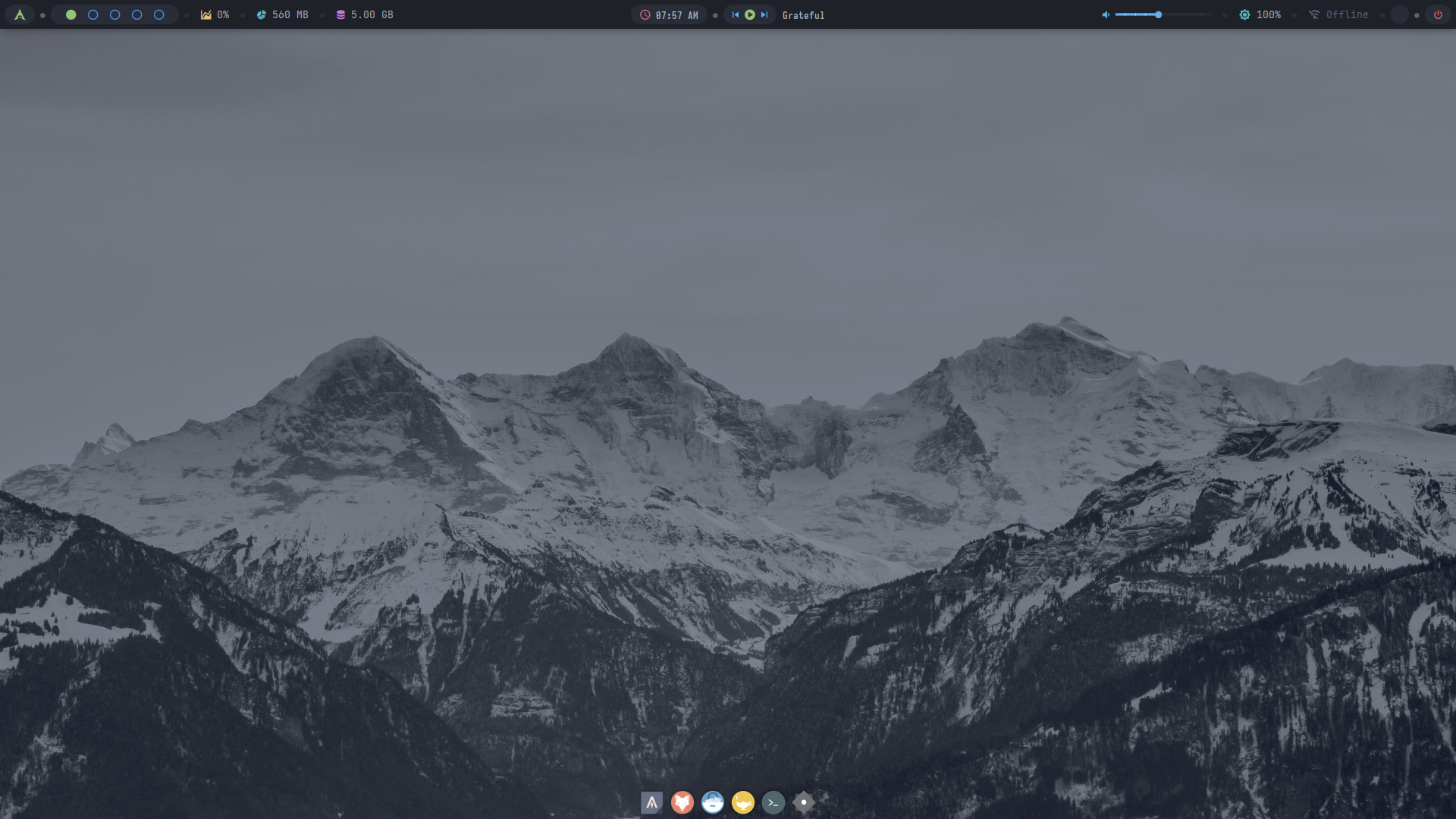
Archcraft v2023.04 Openbox
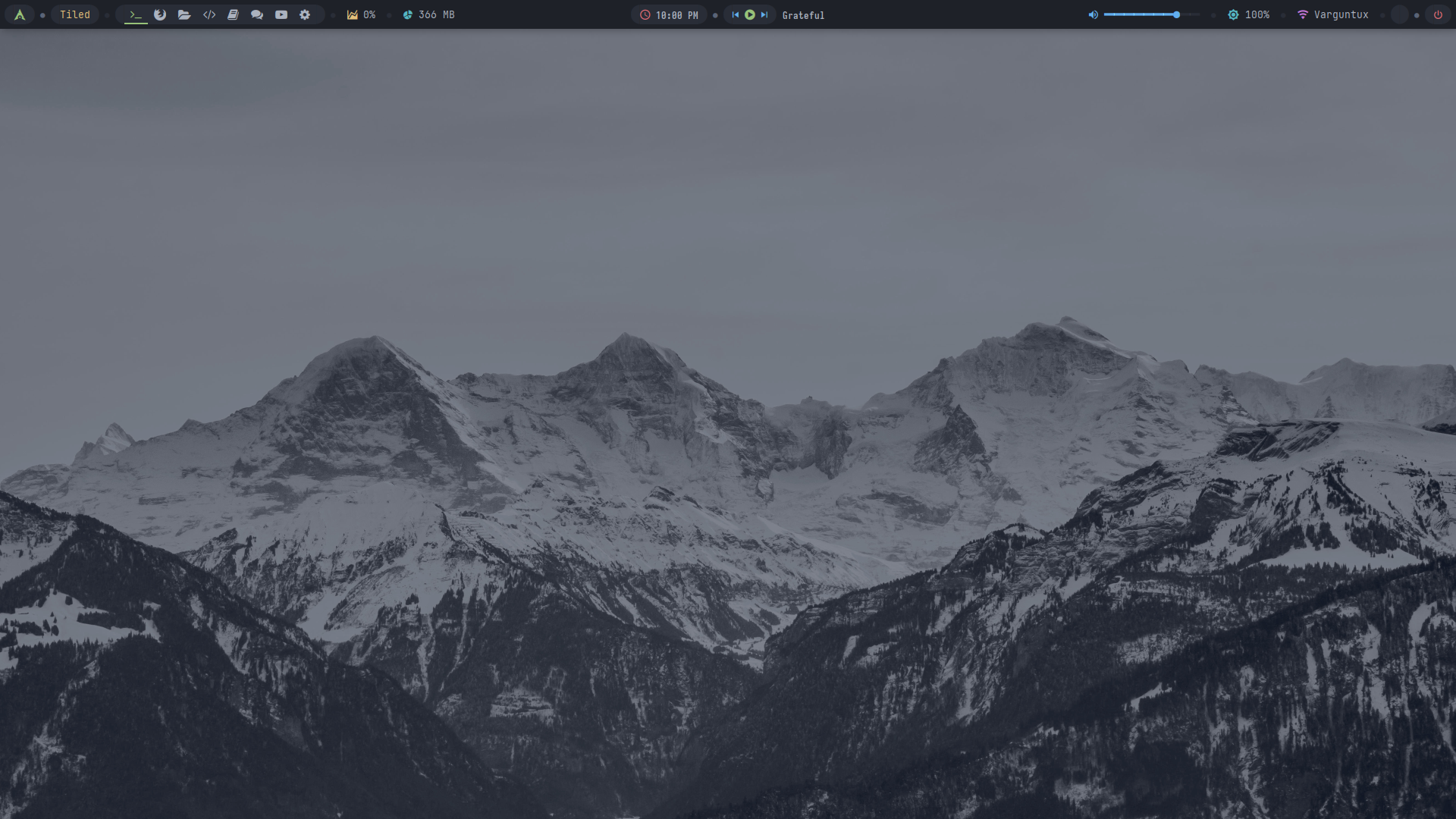
Captura de pantalla de Archcraft v2023.04, con Bspwm como gestor de ventanas en mosaico.
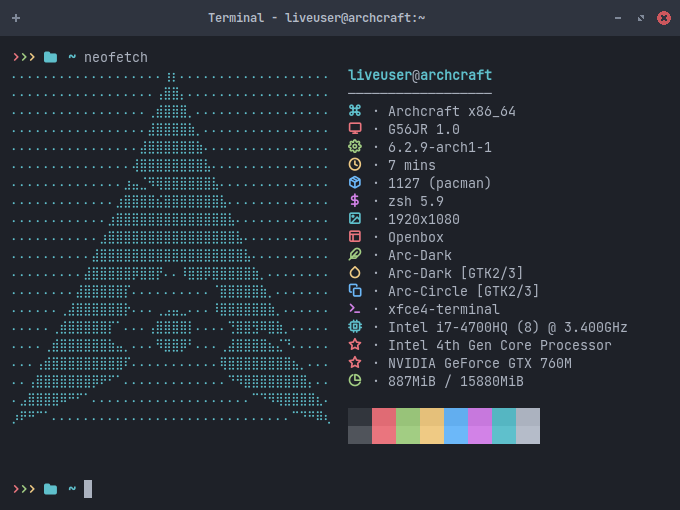
Neofetch en un emulador de terminal en Archcraft
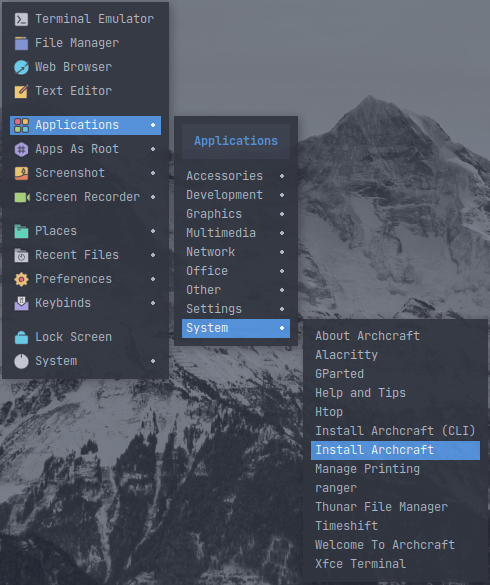
Ubicación del Instalador de Archcraft en Openbox
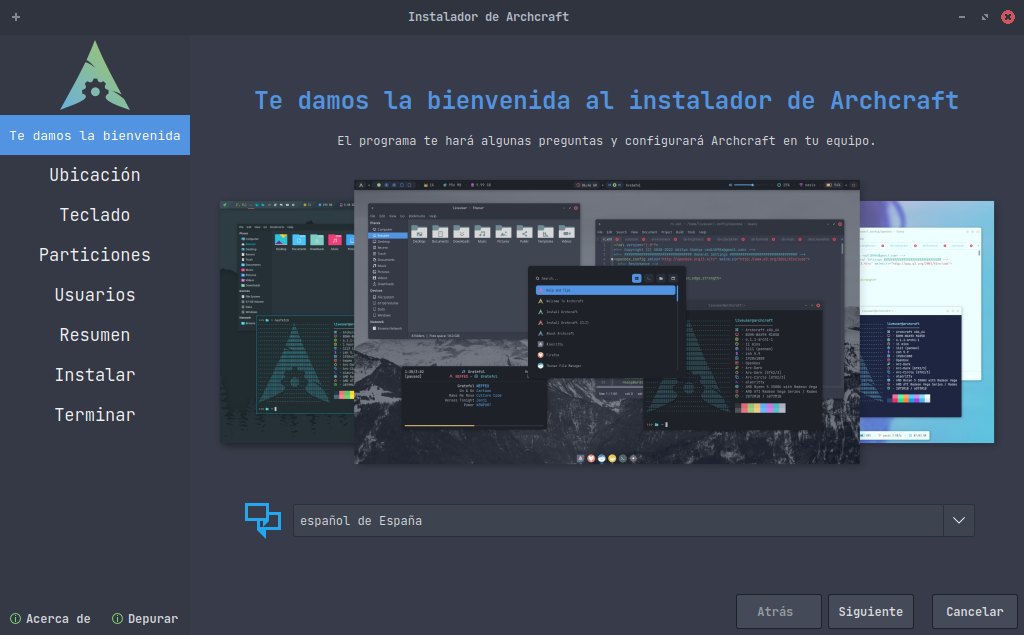
Instalador Calamares en Archcraft
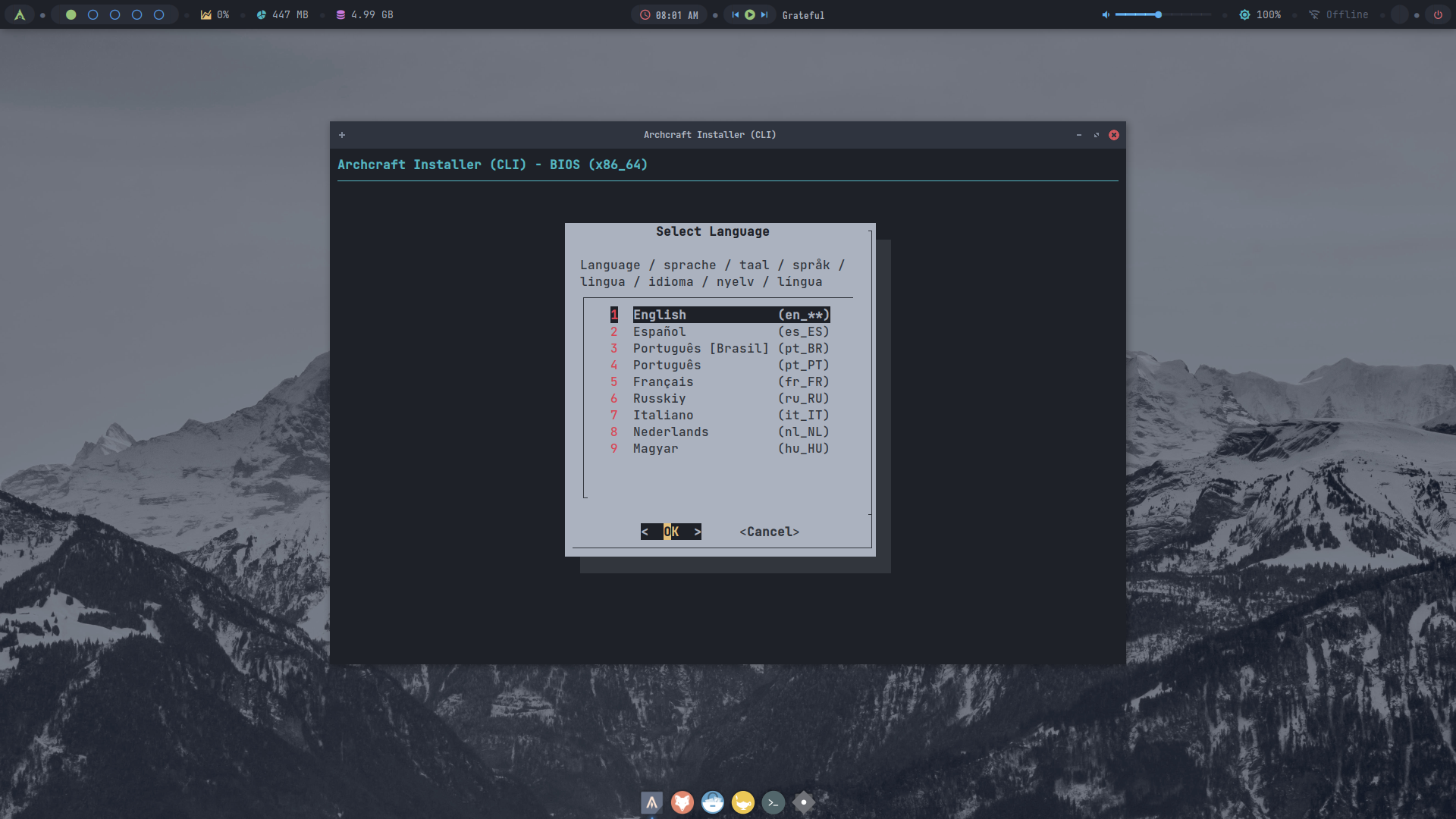
Instalador ABIF en CLI, en Archcraft
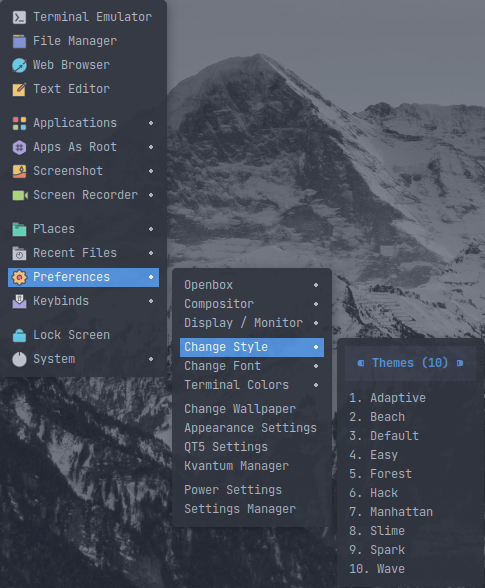
Estilos de Openbox en Archcraft